# روبيرتو فيرنانديز ألفاريلوس
روبيرتو فيرنانديز ألفاريلوس (بالإسبانية: Roberto Fernández Alvarellos)‏ (مواليد 25 يناير 1979 في تشانتادا - إسبانيا) لاعب كرة قدم إسباني يلعب حاليا لصالح نادي الدرجة الأولى أوساسونا الإسباني منذ 2008 في مركز حارس مرمى .

## روابط خارجية
- روبيرتو فيرنانديز ألفاريلوس على موقع قاعدة بيانات كرة القدم.إي يو (الإنجليزية)
- روبيرتو فيرنانديز ألفاريلوس على موقع Soccerbase.com (لاعب) (الإنجليزية)
- روبيرتو فيرنانديز ألفاريلوس على موقع Soccerway.com (الإنجليزية)
- روبيرتو فيرنانديز ألفاريلوس على موقع AS.com (الإسبانية)